# Motomondiale 1967
La stagione 1967 è stata la diciannovesima del Motomondiale; novità in calendario quest'anno fu il Gran Premio motociclistico del Canada e le prove totali furono nuovamente 13 distribuite in 3 continenti.

## Il contesto
I punteggi vennero sempre assegnati ai primi 6 al traguardo in ogni singola gara e il conteggio finale del campionato prevedeva gli scarti.
Ennesimo titolo nella 50 (il quinto in sei edizioni) per la Suzuki, mentre in 125 fu la Yamaha RA31 a vincere con l'inglese Bill Ivy. In 250 si ebbe una lotta a quattro tra Phil Read, Mike Hailwood, Bill Ivy e Ralph Bryans, con i primi due che finirono la stagione a pari punti; il congresso della FIM, a fine stagione, assegnerà il titolo all'alfiere della Honda, per via del maggior numero di vittorie (5 contro 4). Più facile per "Mike the bike" la vittoria nella 350, dove conquistò il titolo a metà stagione. Con questi due titoli il britannico raggiunse Carlo Ubbiali a quota 9 mondiali vinti. In classe 500 il titolo fu di Giacomo Agostini.
Nei sidecar, ennesima vittoria BMW: questa volta fu il tedesco Klaus Enders ad aggiudicarsi l'iride, con due gare d'anticipo (Fritz Scheidegger, campione uscente, era morto in una gara non iridata a Mallory Park).
Al termine della stagione la Honda, che già da quest'anno aveva abbandonato la classe di minor cilindrata, decise di ritirarsi dal motomondiale, così come Hailwood che decise di dedicarsi principalmente all'automobilismo (come aveva fatto in precedenza John Surtees).
Da segnalare, al Tourist Trophy, la vittoria di Stuart Graham, primo figlio d'arte a vincere un Gran Premio: il padre, Leslie Graham, primo campione del mondo della 500 (1949), era morto nel 1953 durante il Senior TT.

## Il calendario
| Data Resoconto         | Gran Premio (Circuito)                   | Vincitori        | Vincitori        | Vincitori     | Vincitori        | Vincitori        | Vincitori                         |
| Data Resoconto         | Gran Premio (Circuito)                   | classe 50        | classe 125       | classe 250    | classe 350       | classe 500       | sidecar                           |
| 30 aprile Resoconto    | GP di Spagna (Montjuïc)                  | H.G. Anscheidt   | Bill Ivy         | Phil Read     |                  |                  | Georg Auerbacher Eduard Dein      |
| 7 maggio Resoconto     | GP della Germania Ovest (Hockenheimring) | H.G. Anscheidt   | Yoshimi Katayama | Ralph Bryans  | Mike Hailwood    | Giacomo Agostini | Klaus Enders Ralf Engelhardt      |
| 21 maggio Resoconto    | GP di Francia (Clermont-Ferrand)         | Yoshimi Katayama | Bill Ivy         | Bill Ivy      |                  |                  | Klaus Enders Ralf Engelhardt      |
| 12 giugno Resoconto    | Tourist Trophy (Mountain Circuit)        | Stuart Graham    | Phil Read        | Mike Hailwood | Mike Hailwood    | Mike Hailwood    | Siegfried Schauzu Horst Schneider |
| 24 giugno Resoconto    | GP d'Olanda (Assen)                      | Yoshimi Katayama | Phil Read        | Mike Hailwood | Mike Hailwood    | Mike Hailwood    | Klaus Enders Ralf Engelhardt      |
| 2 luglio Resoconto     | GP del Belgio (Spa)                      | H.G. Anscheidt   |                  | Bill Ivy      |                  | Giacomo Agostini | Klaus Enders Ralf Engelhardt      |
| 16 luglio Resoconto    | GP della Germania Est (Sachsenring)      |                  | Bill Ivy         | Phil Read     | Mike Hailwood    | Giacomo Agostini |                                   |
| 23 luglio Resoconto    | GP di Cecoslovacchia (Brno)              |                  | Bill Ivy         | Phil Read     | Mike Hailwood    | Mike Hailwood    |                                   |
| 6 agosto Resoconto     | GP di Finlandia (Imatra)                 |                  | Stuart Graham    | Mike Hailwood |                  | Giacomo Agostini | Klaus Enders Ralf Engelhardt      |
| 19 agosto Resoconto    | GP dell'Ulster (Dundrod)                 |                  | Bill Ivy         | Mike Hailwood | Giacomo Agostini | Mike Hailwood    |                                   |
| 3 settembre Resoconto  | GP delle Nazioni (Monza)                 |                  | Bill Ivy         | Phil Read     | Ralph Bryans     | Giacomo Agostini | Georg Auerbacher Billie Nelson    |
| 30 settembre Resoconto | GP del Canada (Mosport)                  |                  | Bill Ivy         | Mike Hailwood |                  | Mike Hailwood    |                                   |
| 14 ottobre Resoconto   | GP del Giappone (Fuji)                   | Mitsuo Itoh      | Bill Ivy         | Ralph Bryans  | Mike Hailwood    |                  |                                   |

## Sistema di punteggio e legenda
| Pos.  | 1 | 2 | 3 | 4 | 5 | 6 | 7> |
| ----- | - | - | - | - | - | - | -- |
| Punti | 8 | 6 | 4 | 3 | 2 | 1 | 0  |

## Le classi

### Classe 500
La classe regina vide l'esordio ufficiale della Paton. 
Il duello della 500 tra Giacomo Agostini ed Hailwood resterà negli annali, in particolare il leggendario duello al Tourist Trophy, vinto dall'inglese per la rottura della catena sulla MV Agusta del campione italiano. Il mondiale della mezzo litro si decise solo all'ultima prova in Canada, e andò nelle mani di Agostini, nonostante la vittoria nel GP di Hailwood, per il maggior numero di secondi posti ottenuti (entrambi infatti avevano vinto lo stesso numero di GP, cinque).
Anche in questa annata la trasferta in Nordamerica per il Gran Premio motociclistico del Canada venne effettuata da pochissimi piloti europei e la gara vide al via soprattutto piloti canadesi e statunitensi per i quali fu l'unica partecipazione alle gare del mondiale.

Classifica piloti (prime 5 posizioni)
| Pos. | Pilota           | Moto      |    |     |    |     |   |     |     |   |     |    |   |   |    | P.ti    |
| ---- | ---------------- | --------- | -- | --- | -- | --- | - | --- | --- | - | --- | -- | - | - | -- | ------- |
| 1    | Giacomo Agostini | MV Agusta | NE | 1   | NE | Rit | 2 | 1   | 1   | 2 | 1   | 20 | 1 | 2 | NE | 46 (58) |
| 2    | Mike Hailwood    | Honda     | NE | Rit | NE | 1   | 1 | 2   | Rit | 1 | Rit | 1  | 2 | 1 | NE | 46 (52) |
| 3    | John Hartle      | Metisse   | NE |     | NE | 6   |   |     | 2   | 5 | 2   | 2  | 6 |   | NE | 22      |
| 4    | Peter Williams   | Matchless | NE | 2   | NE | 2   | 3 | Rit |     |   |     |    |   |   | NE | 16      |
| 5    | Jack Findlay     | McIntyre  | NE | 3   | NE |     |   | 4   | 3   |   |     | 3  | 9 |   | NE | 15      |
| Pos. | Pilota           | Moto      |    |     |    |     |   |     |     |   |     |    |   |   |    | P.ti    |

| Legenda                                                                        | 1º posto        | 2º posto        | 3º posto | A punti      | Senza punti        | Grassetto=Pole position Corsivo=Giro più veloce |
| Legenda                                                                        | Gara non valida | Non qualificato | Ritirato | Squalificato | "-" Dato non disp. | Grassetto=Pole position Corsivo=Giro più veloce |
| Fonte dei dati: motogp.com, racingmemo.free.fr, autosport.com, jumpingjack.nl. |                 |                 |          |              |                    |                                                 |

### Classe 350

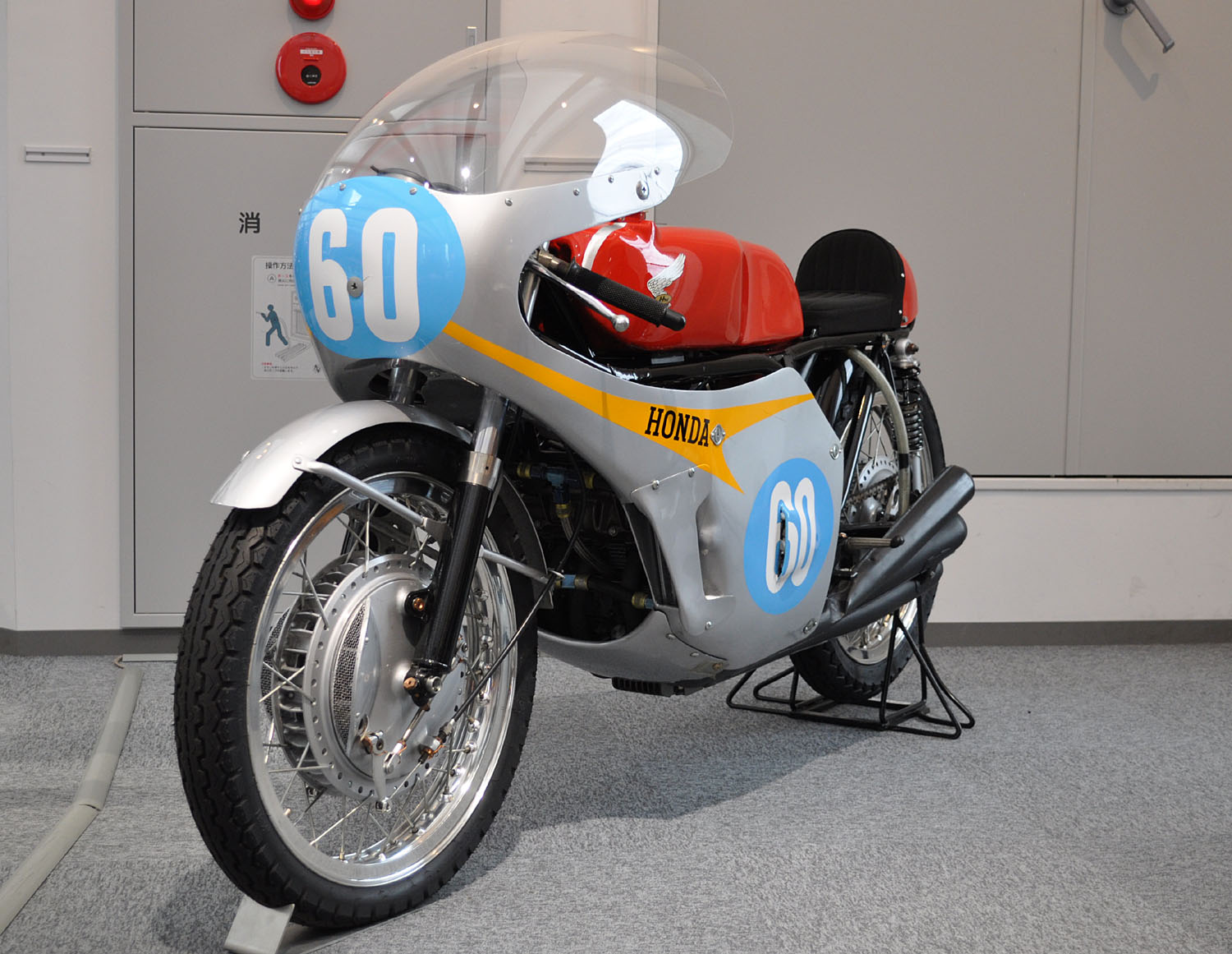
La Honda RC174.

Esattamente come già accaduto l'anno precedente, le prime due posizioni in 350 furono invertite tra i due piloti che già avevano combattuto per il titolo nella classe regina: in questo caso fu Mike Hailwood su Honda a sopravanzare Giacomo Agostini sulla MV Agusta.
Il primo ottenne anche 6 successi sulle 8 gare in programma, lasciandone una sola al rivale italiano e l'ultima al suo compagno di squadra Ralph Bryans, piazzatosi poi al terzo posto della classifica finale.

Classifica piloti (prime 5 posizioni)
| Pos. | Pilota           | Moto      |    |   |    |     |   |    |   |   |    |   |     |    |   | P.ti    |
| ---- | ---------------- | --------- | -- | - | -- | --- | - | -- | - | - | -- | - | --- | -- | - | ------- |
| 1    | Mike Hailwood    | Honda     | NE | 1 | NE | 1   | 1 | NE | 1 | 1 | NE |   | -   | NE | 1 | 40 (48) |
| 2    | Giacomo Agostini | MV Agusta | NE | 2 | NE | 2   | 2 | NE | 2 | 7 | NE | 1 | Rit | NE |   | 32      |
| 3    | Ralph Bryans     | Honda     | NE | - | NE |     | - | NE | - | - | NE | 2 | 1   | NE | 2 | 20      |
| 4    | Heinz Rosner     | MZ        | NE | - | NE | Rit | 5 | NE | 5 | 2 | NE | 3 | 3   | NE | - | 18      |
| 5    | Derek Woodman    | MZ        | NE | - | NE | 3   | - | NE | 3 | 3 | NE | - | 5   | NE | - | 14      |
| Pos. | Pilota           | Moto      |    |   |    |     |   |    |   |   |    |   |     |    |   | P.ti    |

| Legenda                                                                        | 1º posto        | 2º posto        | 3º posto | A punti      | Senza punti        | Grassetto=Pole position Corsivo=Giro più veloce |
| Legenda                                                                        | Gara non valida | Non qualificato | Ritirato | Squalificato | "-" Dato non disp. | Grassetto=Pole position Corsivo=Giro più veloce |
| Fonte dei dati: motogp.com, racingmemo.free.fr, autosport.com, jumpingjack.nl. |                 |                 |          |              |                    |                                                 |

### Classe 250
Oltre ad essere l'unica classe presente in tutti i gran premi, la quarto di litro fu anche la categoria più combattuta con i primi quattro piloti racchiusi in soli 10 punti e, addirittura, i primi due che chiusero con lo stesso numero di punti.
Mike Hailwood doppiò il successo ottenuto in classe 350, raggiungendo così i nove titoli complessivi in carriera prima di passare continuativamente alle corse automobilistiche.
A contrapporsi alla Honda del pilota britannico furono in particolar modo le due Yamaha di Phil Read e Bill Ivy che si piazzarono nell'ordine; per quanto riguarda le vittorie singole, 5 successi furono di Hailwood, 4 di Read e 2 ciascuno di Ivy e della seconda Honda ufficiale, quella di Ralph Bryans, quarto in classifica.

Classifica piloti (prime 5 posizioni)
| Pos. | Pilota        | Moto   |     |     |   |     |     |     |     |   |     |     |     |   |     | P.ti    |
| ---- | ------------- | ------ | --- | --- | - | --- | --- | --- | --- | - | --- | --- | --- | - | --- | ------- |
| 1    | Mike Hailwood | Honda  | Rit | Rit | 3 | 1   | 1   | 2   | Rit | 3 | 1   | 1   | Rit | 1 | Rit | 50 (54) |
| 2    | Phil Read     | Yamaha | 1   | 2   | 2 | 2   | Rit | Rit | 1   | 1 | Rit | Rit | 1   | 2 | Rit | 50 (56) |
| 3    | Bill Ivy      | Yamaha | Rit | Rit | 1 | Rit | 2   | 1   | 2   | 2 | 2   | 3   | 2   | - | 6   | 46 (51) |
| 4    | Ralph Bryans  | Honda  | 2   | 1   | 4 | 3   | 3   | 3   | 3   | 4 | Rit | 2   | 3   | 3 | 1   | 40 (58) |
| 5    | Derek Woodman | MZ     | Rit | -   | 5 | Rit | 4   | 4   | -   | 6 | 3   | 4   | 5   | - | -   | 18      |
| Pos. | Pilota        | Moto   |     |     |   |     |     |     |     |   |     |     |     |   |     | P.ti    |

| Legenda                                                                        | 1º posto        | 2º posto        | 3º posto | A punti      | Senza punti        | Grassetto=Pole position Corsivo=Giro più veloce |
| Legenda                                                                        | Gara non valida | Non qualificato | Ritirato | Squalificato | "-" Dato non disp. | Grassetto=Pole position Corsivo=Giro più veloce |
| Fonte dei dati: motogp.com, racingmemo.free.fr, autosport.com, jumpingjack.nl. |                 |                 |          |              |                    |                                                 |

### Classe 125

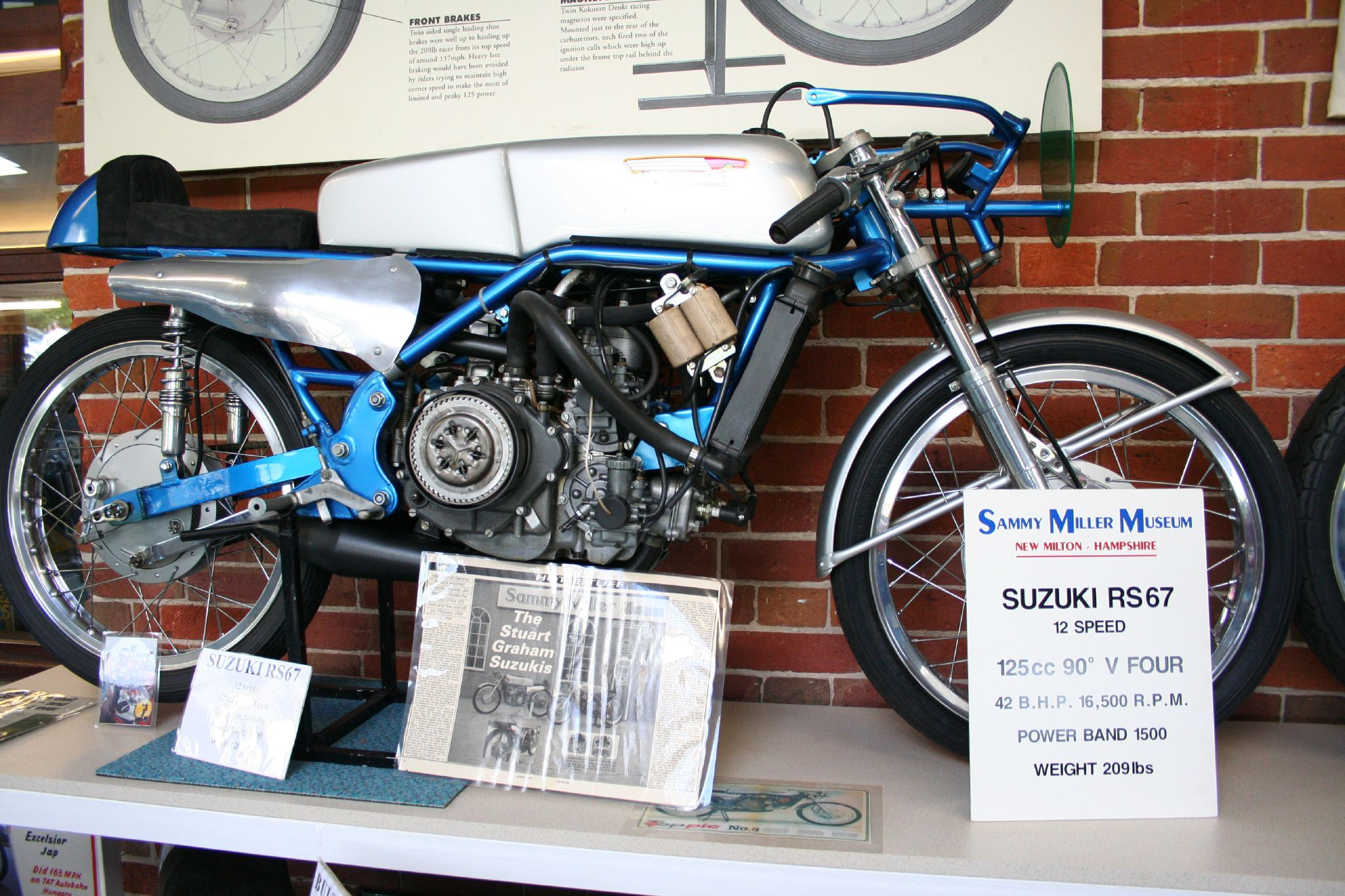
La Suzuki RS 67 di Graham.

Con il ritiro dalle gare del pilota detentore del titolo 1966, Luigi Taveri, e l'inizio del disimpegno da parte di Honda, ai primi posti della classifica subentrò la Yamaha con la Suzuki quale maggiore competitrice; le prime quattro posizioni, nonché tutte le vittorie nei gran premi, furono di piloti di queste due case con Bill Ivy che si aggiudicò sia il titolo piloti che 8 vittorie sulle 12 gare previste.
Venne seguito in classifica dal compagno di squadra Phil Read mentre il primo pilota Suzuki, Stuart Graham ottenne il terzo posto.

Classifica piloti (prime 5 posizioni)
| Pos. | Pilota           | Moto   |   |     |   |     |   |    |     |     |   |   |   |   |     | P.ti    |
| ---- | ---------------- | ------ | - | --- | - | --- | - | -- | --- | --- | - | - | - | - | --- | ------- |
| 1    | Bill Ivy         | Yamaha | 1 | Rit | 1 | Rit | 2 | NE | 1   | 1   | 2 | 1 | 1 | 1 | 1   | 56 (76) |
| 2    | Phil Read        | Yamaha | 2 | Rit | 2 | 1   | 1 | NE | 2   | Rit | - | 2 | - | - | Rit | 40      |
| 3    | Stuart Graham    | Suzuki | 4 | -   | 4 | 2   | 3 | NE | 3   | 2   | 1 | 3 | - | - | 2   | 38 (44) |
| 4    | Yoshimi Katayama | Suzuki | 3 | 1   | 3 | Rit | 4 | NE | Rit | Rit |   | - | - | - | -   | 19      |
| 5    | László Szabó     | MZ     |   | 3   |   | -   | - | NE | 6   | 3   | - | - | 3 | - | -   | 13      |
| Pos. | Pilota           | Moto   |   |     |   |     |   |    |     |     |   |   |   |   |     | P.ti    |

| Legenda                                                                        | 1º posto        | 2º posto        | 3º posto | A punti      | Senza punti        | Grassetto=Pole position Corsivo=Giro più veloce |
| Legenda                                                                        | Gara non valida | Non qualificato | Ritirato | Squalificato | "-" Dato non disp. | Grassetto=Pole position Corsivo=Giro più veloce |
| Fonte dei dati: motogp.com, racingmemo.free.fr, autosport.com, jumpingjack.nl. |                 |                 |          |              |                    |                                                 |

### Classe 50
La classe di minor cilindrata anche in questa occasione si disputò su un numero di prove maggiormente ridotto rispetto alle altre classi che correvano in singolo: vennero disputate solamente 7 prove su 13, con il Gran Premio motociclistico del Giappone come unica gara disputata al di fuori dell'Europa.
Con il disimpegno della Honda da questa categoria e con il ritiro dalle competizioni di Luigi Taveri, entrambi protagonisti delle edizioni precedenti, la Suzuki ebbe vita piuttosto facile e trovò, quale unica antagonista, la casa motociclistica spagnola Derbi.
Le vittorie in tutti i gran premi e le prime tre posizioni in classifica furono però tutte di piloti equipaggiati da moto giapponese e il titolo fu di Hans-Georg Anscheidt che ottenne anche tre vittorie.

Classifica piloti (prime 5 posizioni)
| Pos. | Pilota               | Moto   |     |     |   |     |     |   |    |    |    |    |    |    |   | P.ti    |
| ---- | -------------------- | ------ | --- | --- | - | --- | --- | - | -- | -- | -- | -- | -- | -- | - | ------- |
| 1    | Hans-Georg Anscheidt | Suzuki | 1   | 1   | 2 | 2   | 4   | 1 | NE | NE | NE | NE | NE | NE | 4 | 30 (42) |
| 2    | Yoshimi Katayama     | Suzuki | 2   | Rit | 1 | Rit | 1   | 2 | NE | NE | NE | NE | NE | NE | - | 28      |
| 3    | Stuart Graham        | Suzuki |     | Rit | 3 | 1   | Rit | 3 | NE | NE | NE | NE | NE | NE | 2 | 22      |
| 4    | Ángel Nieto          | Derbi  | 6   | -   | 5 |     | 2   | 4 | NE | NE | NE | NE | NE | NE | - | 12      |
| 5    | Barry Smith          | Derbi  | Rit | 4   | 4 | Rit | 3   | - | NE | NE | NE | NE | NE | NE | 5 | 12      |
| Pos. | Pilota               | Moto   |     |     |   |     |     |   |    |    |    |    |    |    |   | P.ti    |

| Legenda                                                                        | 1º posto        | 2º posto        | 3º posto | A punti      | Senza punti        | Grassetto=Pole position Corsivo=Giro più veloce |
| Legenda                                                                        | Gara non valida | Non qualificato | Ritirato | Squalificato | "-" Dato non disp. | Grassetto=Pole position Corsivo=Giro più veloce |
| Fonte dei dati: motogp.com, racingmemo.free.fr, autosport.com, jumpingjack.nl. |                 |                 |          |              |                    |                                                 |

### Classe sidecar
Per quanto rimaste sempre e solo in Europa, le gare delle motocarrozzette in questa edizione del mondiale furono più che nelle edizioni precedenti e nel calendario furono presenti 8 prove.
La vittoria, sempre di un pilota BMW come gli anni precedenti, fu in questo caso dell'equipaggio Klaus Enders/Ralf Engelhardt che giunse al primo posto anche in 5 delle 8 occasioni.
In occasione del Gran Premio motociclistico di Spagna solo 5 equipaggi furono classificati al termine della prova e non tutti i punti disponibili vennero assegnati.

Classifica equipaggi (prime 5 posizioni)
| Pos. | Pilota                                     | Moto |     |   |   |     |     |   |    |    |     |    |     |    |    | P.ti    |
| ---- | ------------------------------------------ | ---- | --- | - | - | --- | --- | - | -- | -- | --- | -- | --- | -- | -- | ------- |
| 1    | Klaus Enders/Ralf Engelhardt               | BMW  | 2   | 1 | 1 | 2   | 1   | 1 | NE | NE | 1   | NE | Rit | NE | NE | 40 (52) |
| 2    | Georg Auerbacher/Eduard Dein-Billie Nelson | BMW  | 1   | 2 | 4 | Rit | Rit | 2 | NE | NE | 3   | NE | 1   | NE | NE | 32 (35) |
| 3    | Siegfried Schauzu/Horst Schneider          | BMW  | 3   | 4 | 2 | 1   | 2   | 3 | NE | NE | Rit | NE | 6   | NE | NE | 28 (32) |
| 4    | Tony Wakefield/Graham Milton               | BMW  |     | 3 | 3 |     | 4   | - | NE | NE | -   | NE | -   | NE | NE | 11      |
| 5    | Johann Attenberger/Josef Schillinger       | BMW  |     | 6 | - | 10  | 5   | 6 | NE | NE | 2   | NE | -   | NE | NE | 10      |
| -    | Luthringshauser /Hermann Hahn-Geoff Hughes | BMW  | Rit | - | 5 | Rit | -   | 5 | NE | NE | -   | NE | 2   | NE | NE | 10      |
| Pos. | Pilota                                     | Moto |     |   |   |     |     |   |    |    |     |    |     |    |    | P.ti    |

| Legenda                                                                        | 1º posto        | 2º posto        | 3º posto | A punti      | Senza punti        | Grassetto=Pole position Corsivo=Giro più veloce |
| Legenda                                                                        | Gara non valida | Non qualificato | Ritirato | Squalificato | "-" Dato non disp. | Grassetto=Pole position Corsivo=Giro più veloce |
| Fonte dei dati: motogp.com, racingmemo.free.fr, autosport.com, jumpingjack.nl. |                 |                 |          |              |                    |                                                 |